# Scott MacLeod
Scott MacLeod (Hawick, 3 marzo 1979) è un ex rugbista a 15 e allenatore di rugby a 15 britannico, è stato internazionale per Scozia, dal 2016 è allenatore della rimessa laterale per i Newcastle Falcons.